# Bobby Heenan
Raymond Louis Heenan (1. listopadu 1944 – 17. září 2017) byl americký profesionální wrestler, manažer a komentátor. Působil v American Wrestling Association (AWA), World Wrestling Federation (WWF, nyní WWE) a World Championship Wrestling (WCW). Vystupoval pod jménem Bobby „the Brain“ Heenan.
Byl známý tím, že dokázal prosadit wrestlingové záporáky a přitahovat negativní emoce publika.
Během své kariéry dělal manažera několika známým wreslerům, jako byli například King Kong Bundy, André the Giant nebo Gorilla Monsoon.

## Mládí
Narodil se 1. listopadu 1944 v Chicagu ve státě Illinois. Jeho otec Robert byl železničář a matka Mildred Bernadette manažerkou hotelu. V osmé třídě přerušil školní docházku, aby mohl finančně podporovat svou matku a babičku. Brzy se začal věnovat wrestlingu, nosil tašky a bundy zápasníkům a prodával občerstvení na akcích.

## Osobní život
Od roku 1978 byl až do své smrti ženatý s Cynthií Jean Perrettovou. Měli spolu dceru Jessicu.
Mezi jeho blízké přátele patřili Gene Okerlund, Mike Tenay, Jim Ross a Hulk Hogan.

## Zdravotní problémy a smrt
V lednu 2002 oznámil, že má rakovinu. Té se zbavil o dva roky později. Tyto zdravotní komplikace zhoršily jeho zdravotní stav natolik, že musel skončit s komentováním a veřejným vystupováním.
Zemřel 17. září 2017 ve věku 72 let obklopen rodinou ve svém domě v Largu na Floridě. Příčinou jeho smrti bylo selhání orgánů v důsledku komplikací rakoviny, která mu zhoršila zdravotní stav.
Často byl označován za nejlepšího wrestlingového manažera všech dob.

## Ocenění
- Cauliflower Alley Club
  - Iron Mike Mazurki Award (2004)
- Pro Wrestling Illustrated
  - Manager of the Year (1972, 1976, 1989, 1991)
  - Stanley Weston Award (2012)
- Pro Wrestling Report
  - Lifetime Achievement Award (2009)
- Professional Wrestling Hall of Fame and Museum
  - Class of 2006
- St. Louis Wrestling Hall of Fame
  - Class of 2010
- World Wrestling Entertainment
  - WWE Hall of Fame (Class of 2004)
- Wrestling Observer Newsletter
  - Best Color Commentator (1992–1994)
  - Wrestling Observer Newsletter Hall of Fame (1996)